# Lars Cohrs

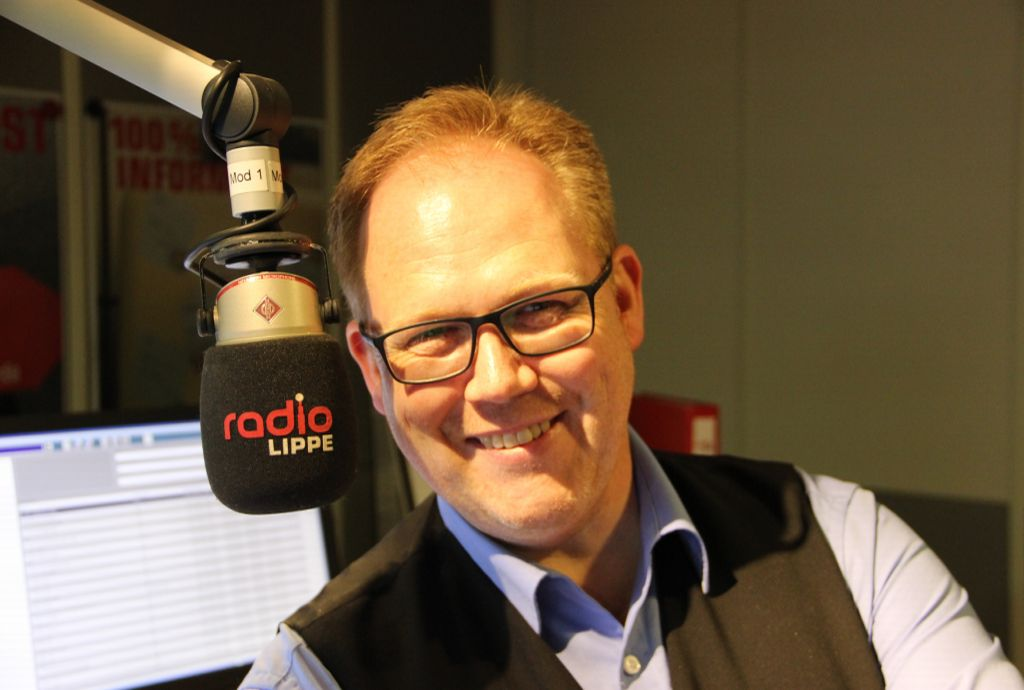
Lars Cohrs als Chefredakteur von Radio Lippe (2015)

Lars Cohrs (* 23. März 1967 in Hamburg) ist ein deutscher Hörfunkmoderator.

## Leben
Lars Cohrs stammt aus der Gemeinde Rosengarten im Landkreis Harburg und wuchs im Ortsteil Klecken auf. 1983 wurde er als Schüler vom damaligen Jugendfunkchef des NDR, Dethardt Fissen, entdeckt. Bis 1986 war er als Moderator und Reporter in den Sendereihen Abend für junge Hörer (Co-Produktion von NDR & WDR) sowie Christliche Popmusik im Club auf NDR 2 zu hören. 1984 verstärkte er, damals 17-jährig, das Moderatoren-Team der NDR Hamburg-Welle und war regelmäßig bis zu seinem Ausscheiden 1990 in Sendungen wie Hits & Tips aus Hamburg, Wählscheibe, Stadt-Wecker und Hamburg heute zu hören. 
Cohrs zählte zur Gründungsmannschaft von radio NRW in Oberhausen und moderierte am 1. April 1990 die erste Sendung des Rahmenprogrammanbieters, die am ersten Sendetag nur von Radio Duisburg übernommen wurde. Als Chef vom Dienst war er für das Tagesprogramm verantwortlich und moderierte zwischen 1990 und 1991 die ersten Folgen der sonntäglichen Kontaktsendung Herzflimmern.
Von Oberhausen wechselte Cohrs ein Jahr später zum Hessischen Rundfunk nach Frankfurt am Main und übernahm dort die Redaktionsleitung der Morgensendung hr3-Pop & Weck. Bekannt wurden Live-Schaltungen in hessische Dörfer, die Cohrs morgens auf hr3 im Dorfwecker überraschte. Mit Peter Lack moderierte er die samstägliche Spielshow 0138/6000. Als „Duo Infernale“ waren Cohrs und „Lackenegger“ in den 1990ern in Hessen und den angrenzenden Bundesländern mit zahlreichen hr3-Disco-Parties unterwegs. In den Jahren bis 2000 moderierte Cohrs auch im hr Fernsehen, so im täglichen hessenstudio oder in der Abendshow Seeparkspiele.
Im Sommer 1999 ging Cohrs als Moderator, Redakteur und Reporter zu Radio Bremen. Zunächst war er für die Schlager- und Oldiewelle Radio Bremen Melodie tätig; 2001 wechselte er nach der Fusion der Hansawelle und Radio Bremen Melodie zum neuen Bremen Eins. Im Wechsel mit Dirk Böhling und Andreas Schnur war Cohrs morgens auf Bremen Eins zu hören, moderierte zudem den Nachmittag, Musiksendungen am Abend sowie den Küstenschnack aus dem Radio-Bremen-Studio Bremerhaven im Columbus-Center. Zudem war Cohrs von 2005 bis 2007 für das Nordwestradio als Moderator tätig, das gemeinsame Kultur- und Informationsprogramm von Radio Bremen und dem NDR. Zu seinen Sendungen zählten das Journal am Morgen sowie das Live-Diskussionsforum vor Publikum Nordwestradio unterwegs. Während dieser Zeit produzierte Lars Cohrs für Bremen Eins die Sendereihe Mittagspause. Die Serie wurde auch von MDR 1 Radio Sachsen, NDR 1 Radio MV und WDR 4 übernommen.
Cohrs wechselte im Juni 2007 nach Hannover zu NDR 1 Niedersachsen. Zusammen mit Christiane Köller moderierte er im wöchentlichen Wechsel die Morgensendung Hellwach. 2015 war er in den Funkbildern aus Niedersachsen als Moderator zu hören. 
Im Februar 2015 übernahm Lars Cohrs bei Radio Lippe in Detmold den Posten des Chefredakteurs. Unter seiner Leitung wurde der lokale Anteil des Senders von 8 auf 14 Stunden ausgeweitet. 2016 kehrte er zum NDR zurück, wo er wieder Hellwach präsentierte.
Nach seinem Ausscheiden aus der Frühmoderation bei NDR 1 Niedersachsen im November 2017 unterstützte Cohrs als Mitarbeiter im Wahlkreisbüro die Bundestagsabgeordnete Kerstin Vieregge sowie in der Funktion des Chefredakteurs den niedersächsischen Lokalsender Ems-Vechte-Welle. 2018 schied er aus dem Dienst im Wahlkreisbüro aus. Bei der Kommunalwahl 2020 trat er als Bürgermeisterkandidat der CDU in Oerlinghausen an, unterlag jedoch dem Amtsinhaber Dirk Becker (SPD).
Cohrs betreibt das Medienbüro COHRS...und gut!, der Schwerpunkt liegt dabei auf Lesungen, Produzieren von Podcasts und Seminare für Presse- und Öffentlichkeitsarbeit.
Cohrs war mit der Hörfunkjournalistin Anke Genius verheiratet. Mit seiner zweiten Frau Ilka lebt er in Langen im Emsland.  